# Göran Stenius
Göran Erik Stenius, född 6 juli 1909 i Viborg, död 21 juni 2000 i Helsingfors, var en finländsk diplomat och författare.

## Biografi
Stenius blev filosofie magister 1935. Han var knuten till utrikesministeriet 1942–1973, längsta tiden som sekreterare och chargé d´affaires vid ambassaden i Vatikanen, där han kom att spela en avgörande roll när Amos Anderson 1950 inköpte och skänkte renässansbyggnaden Villa Lante i Rom till finländska staten. Han avslutade den diplomatiska karriären som ambassadråd i London 1969–1973.
Stenius hörde under slutet av 1930-talet till den unga kulturkonservativa krets, "Det svarta gardet", som med intresse följde de högernationella samhällsexperimenten ute i Europa. Han publicerade ett flertal romaner, bland annat den historiska trilogin Hungergropen (1944, med flera senare nyutgåvor), Fästningen (1945) och Brödet och stenarna (1959). Nämnas kan även Klockorna i Rom (1955) som blev en internationell framgång med översättningar bland annat till franska och tyska, men inte till finska.
Stenius förlänades professors titel 1995. Han var fader till Henrik Stenius.